# Seefeld (Bad Grönenbach)
Seefeld ist ein Ortsteil des oberschwäbischen Marktes Bad Grönenbach.

## Geografie

### Topographie
Die Einöde liegt etwa vier Kilometer südöstlich von Bad Grönenbach auf einer Höhe von 710 m ü. NN. Die Landkreisgrenze zwischen Unterallgäu und Oberallgäu verläuft unmittelbar südlich und östlich der Einöde. Seefeld grenzt im Norden an das Dorf Ziegelberg, weiter im Uhrzeigersinn an Schoren im Landkreis Oberallgäu, an Kraiberg und Heusteig, sowie an Hueb und Kornhofen im Landkreis Unterallgäu.

### Geologie
Der mit Abstand größte Teil von Seefeld liegt auf einer Jungmoräne mit Endmoränenzügen der Würmeiszeit des Pleistozäns. Der Untergrund enthält zum Teil Vorstoßschotter und Kies, sowie Sand, Ton und Schluff. Der Boden des östlichen Teils der Einöde besteht aus Schotter der Würmeiszeit sowie aus Kies und Sand.

## Geschichte
Erstmals urkundlich erwähnt wurde Seefeld 1512.